# 董叔
董叔（？—前552年），春秋时期晋国人，董氏。
前555年，楚军子庚进攻郑国，董叔说：“天象在于西北。南方的军队不合天时，一定不能建功。”前552年秋，栾盈出奔楚国。范宣子杀箕遗、黄渊、嘉父、司空靖、邴豫、董叔、邴师、申书、羊舌虎、叔罴。囚禁伯华、叔向、籍偃。